# 爱德曼公关
爱德曼公关（英語：Edelman），是一家美国公共关系公司，也是世界最大公共关系公司。。現在愛德曼公關在全球擁有超過45間辦公室，並雇用超過2000名員工。憑藉其豐富的國際市場整合與領導地位，協助全球知名品牌建立跨區域整合的品牌行銷與公關模式。。

## 历史
1952年由丹尼尔·爱德曼创建于芝加哥，1985年丹尼尔·爱德曼退休由其子理查德·爱德曼接任公司董事长一职。

## 愛德曼在中國市場
1990年代进入中国市场。2013年1月公司整合形成新的爱德曼中国集团。
現任全球總裁為Matthew J. Harrington，畢業於丹尼森大學。